# Zuiderkruis (sterrenbeeld)

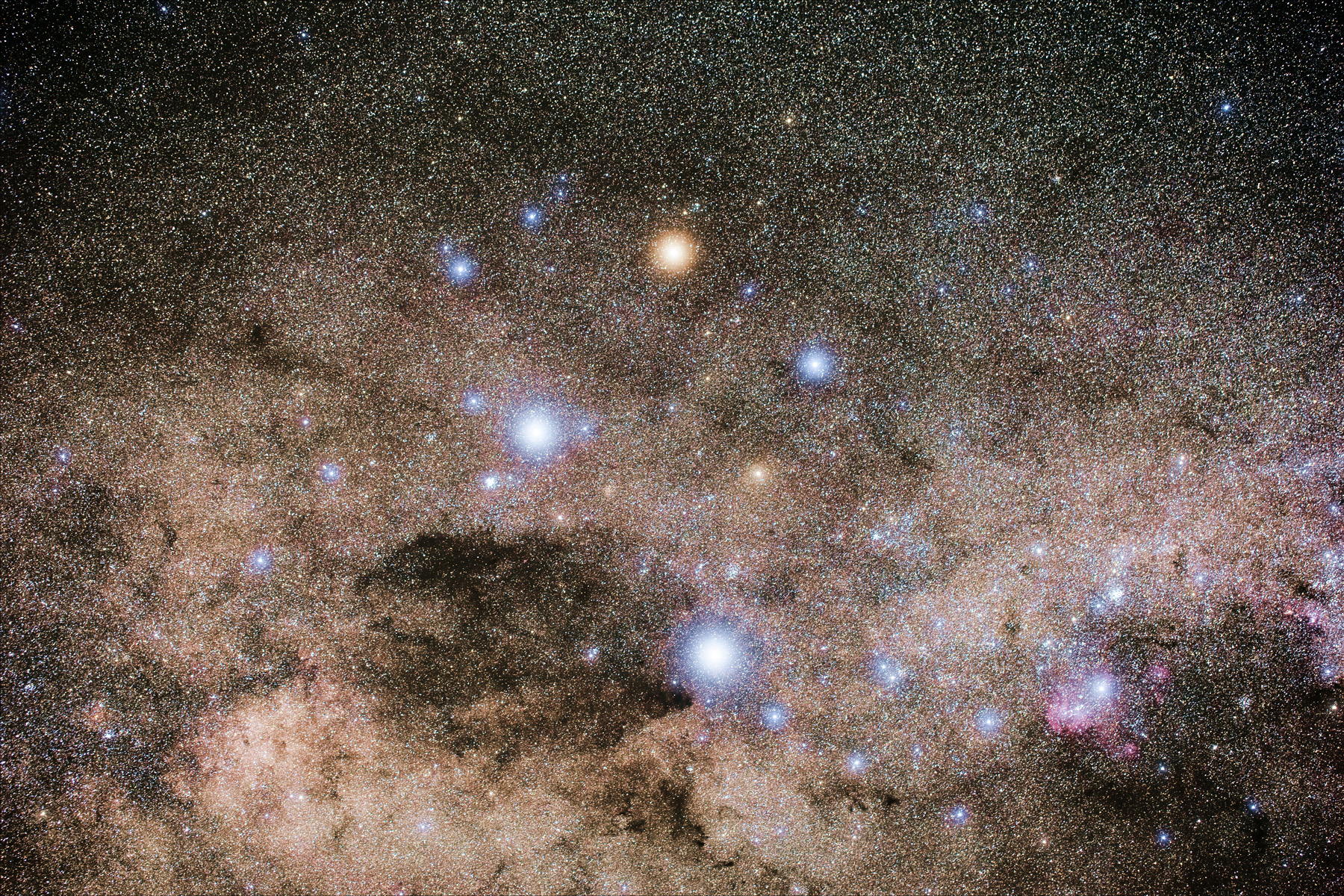
Het Zuiderkruis

Het Zuiderkruis (Crux, afkorting Cru) is een klein maar opvallend sterrenbeeld, dat ligt tussen rechte klimming 11u53m en 12u55m en declinatie −55° en −65°. Hierdoor is het praktisch het gehele jaar door gemakkelijk te zien op het zuidelijk halfrond. Het is ook zichtbaar aan de horizon vanaf tropische breedtes op het noordelijk halfrond, gedurende enkele uren per dag in de winter en lente. Van alle sterrenbeelden aan de hemel heeft Crux de kleinste oppervlakte; vroeger maakte het deel uit van het sterrenbeeld Centaur.

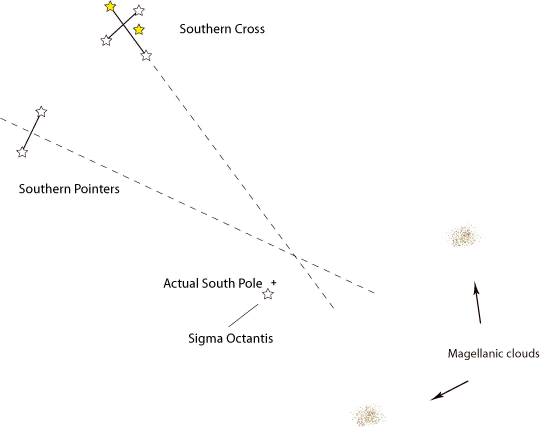
Hoe men met behulp van het Zuiderkruis de zuidelijke hemelpool vindt

Hoewel Crux relatief ver van de zuidelijke hemelpool ligt, heeft het op het zuidelijk halfrond toch een markerende functie vergelijkbaar met die van de steelpan van de Grote Beer, die naar de Poolster (Polaris) wijst op het noordelijk halfrond. Als men het 'verticale' deel van het kruis dat gevormd wordt door de sterren gamma en alpha vier en een half keer verlengt, komt men uit in de buurt van de zuidelijke hemelpool.

## Sterren

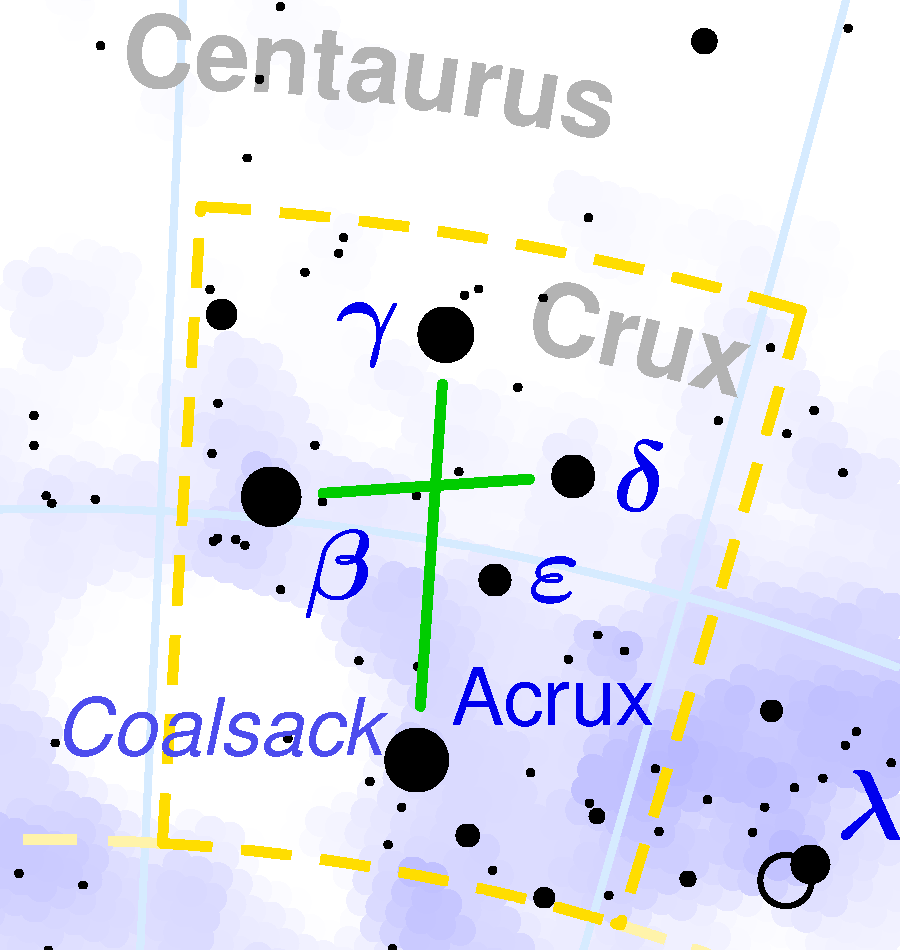
Kaart van het sterrenbeeld Zuiderkruis

(in volgorde van afnemende helderheid)
- Becrux (β, beta Crucis) (Mimosa)
- Acrux (α, alpha Crucis) - het dichtst bij de pool
- Gacrux (γ, gamma Crucis) - het verst van de pool
- Delta Crucis
- Epsilon Crucis - tussen alpha en delta

## Telescopisch waarneembare objecten in de New General Catalogue
NGC 4052, NGC 4103, NGC 4184, NGC 4337, NGC 4349, NGC 4439, NGC 4609, NGC 4755

## Bezienswaardigheden
- De Kolenzaknevel (Coal Sack nebula), waarvan het oostelijk gedeelte zich in het sterrenbeeld Centaurus bevindt, en het zuidelijk gedeelte in het sterrenbeeld Musca (Vlieg).
- De Juwelendoos (de open sterrenhoop NGC 4755, Jewel Box, die één graad zuidoostelijk van β Crucis (Mimosa) te vinden is.

## Begrenzing
Van de door Eugène Delporte en de Internationale Astronomische Unie (IAU) vastgelegde begrenzingen rond de 88 erkende sterrenbeelden heeft de begrenzing rond het sterrenbeeld Zuiderkruis de eenvoudigste en geometrisch meest herkenbare vorm. Delporte koos voor de begrenzing bestaande uit slechts 4 zijden. Dit soort begrenzing is ook te zien rond de sterrenbeelden Grote Hond, Kameleon, Microscoop, Schild, Sextant, Telescoop, Vliegende Vis, Zuiderkroon en Zuidervis.

## Aangrenzende sterrenbeelden
(met de wijzers van de klok mee)
- Centaur (Centaurus)
- Vlieg (Musca)

## Gebruik als symbool
Het Zuiderkruis, in Engelstalige landen het Southern Cross geheten, wordt afgebeeld op vlaggen en wapenschilden van meerdere landen en subnationale entiteiten. Omdat dit sterrenbeeld vooral zichtbaar is op het zuidelijk halfrond symboliseert het de zuidelijke locatie van zijn gebruikers. De landen met (onder meer) het Zuiderkruis in de nationale vlag zijn: Australië, Brazilië, Nieuw-Zeeland, Papoea-Nieuw-Guinea en Samoa.
De Engelse term Southern Cross kan echter ook verwijzen naar de blauwe saltire zoals gebruikt in verschillende vlaggen van de Geconfedereerde Staten van Amerika in de Amerikaanse Burgeroorlog; dit gebruik en deze benaming hebben niets te maken met het sterrenbeeld.